# Меденцов, Геннадий Александрович
Геннадий Александрович Меденцов (12 октября 1936, Энгельс, Саратовская область, РСФСР, СССР — 24 апреля 2018, Волгоград, Россия) — советский и российский профсоюзный и политический деятель, председатель Волгоградского областного комитета профсоюза работников АПК (1981—1993), депутат Государственной Думы ФС РФ первого созыва (1993—1995).

## Биография
В 1960 году получил высшее образование в Волгоградском сельскохозяйственном институте. С 1960 по 1965 год работал в Светлоярском районе Волгоградской области главным агрономом колхоза «Победа», главным агрономом совхоза «Светлоярский». С 1965 по 1969 год работал инструктором Волгоградского областного комитета КПСС. В 1971 году окончил Болгарскую академию общественных наук и социального управления в Софии. С 1972 по 1981 год работал вторым секретарём райкома КПСС. С 1981 по 1993 год был председателем Волгоградского обкома профсоюза работников АПК.
В 1993 году был избран депутатом Государственной думы Федерального Собрания Российской Федерации первого созыва. В Государственной думе был членом комитета по труду и социальной политике, входил во фракцию Аграрной партии России.
До 2010 года возглавлял Волгоградский областной комитет профсоюза работников АПК, с 2010 года работал в профсоюзе на общественных началах. Умер 24 апреля 2018 года в Волгограде.